# Cryptococcus nudatus
Cryptococcus nudatus är en insektsart som beskrevs av Brittin 1915. Cryptococcus nudatus ingår i släktet Cryptococcus och familjen filtsköldlöss. Inga underarter finns listade i Catalogue of Life.